# Savennières
Savennières är en kommun i departementet Maine-et-Loire i regionen Pays de la Loire i nordvästra Frankrike. Kommunen ligger i kantonen Saint-Georges-sur-Loire som tillhör arrondissementet Angers. År 2022 hade Savennières 1 351 invånare.

## Befolkningsutveckling
Antalet invånare i kommunen Savennières
| Referens: INSEE |